# Irek Zinurow
Irek Zinurow (ros. Ирек Хайдарович Зиннуров, ur. 11 stycznia 1969) – piłkarz wodny. Dwukrotny medalista olimpijski.
Brał udział w dwóch igrzyskach (IO 00, IO 04), na obu zdobywał medale. W 2000 Rosjanie zajęli drugie miejsce, w 2004 byli trzeci. W 2002 triumfował w Pucharze Świata FINA.